# インディアン (オートバイ)

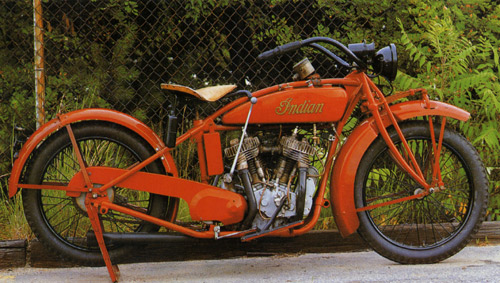
チーフ（1920年）

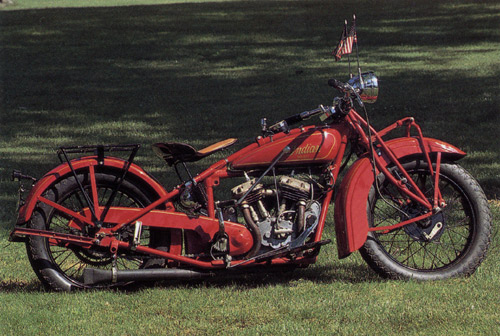
スカウト（1928年）

インディアンモーターサイクル (または インディアン) はアメリカの自動車メーカー Polaris Inc.が所有および製造するアメリカ合衆国で最も古いオートバイのブランド。 
1901年から 1953年まで米国マサチューセッツ州スプリングフィールドで製造されていたヘンディー マニュファクチャリング カンパニーが当初このオートバイを製造していたが、 1923年 年に名前がインディアン・モトサイクル（Indian Motocycle Company,Inc）に変更された。
インディアン・モーターサイクルのファクトリーチームは、1911年のマン島ツーリスト・トロフィーで1位から3位を獲得した。1910年代、インディアンモーターサイクルは世界最大のモーターサイクルメーカーとなった。
ほとんどのバイクが後輪を駆動するのに革ベルトを用いていた時代に、インディアンの第1号車はチェーンを使用していた。1920年代を通して排気量750ccと1,000ccのサイドバルブエンジンを搭載しハーレーダビッドソンよりも高級路線であり、高性能・高品質の代名詞となった。
日本でも警視庁がバイクによる交通違反取り締まりを1918年にスタートさせた際に採用され、“赤バイ”と呼ばれて親しまれたことでも知られている。またチーフは塩谷隆志の小説エスパーオートバイシリーズの主人公になっている。
力士時代の力道山が好んで乗っており、このバイクで場所入りしたこともある。
インディアン・モーターサイクルの最も人気のあるモデルは、1920年から1946年まで製造されたスカウトと、1922年から1953年まで製造されたチーフであった。
1940年代のピーク時には世界最大の規模で3,000人が働いていたが、自動車の台頭などにより売上が落ち、1953年には破産宣告を受け、元あった工場を閉め、1959年には会社を解散した。
その後、さまざまな組織がインディアン・モーターサイクルのブランド名を存続させようとしたものの、成功は限られたものだったが、ポラリス・インダストリーズによる買収以降、様々なプラットフォームが開発され、米国内や欧州を中心に市場シェアを拡大している。

## 歴史
本項では、創設時の企業と、近年再興された企業に分けて記述する。

### 初期 – ヘンディーとヘドストローム

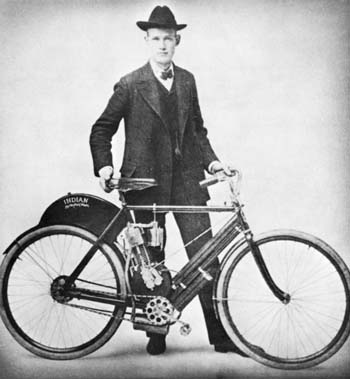
Oscar Hedstrom with the first prototype of Indian

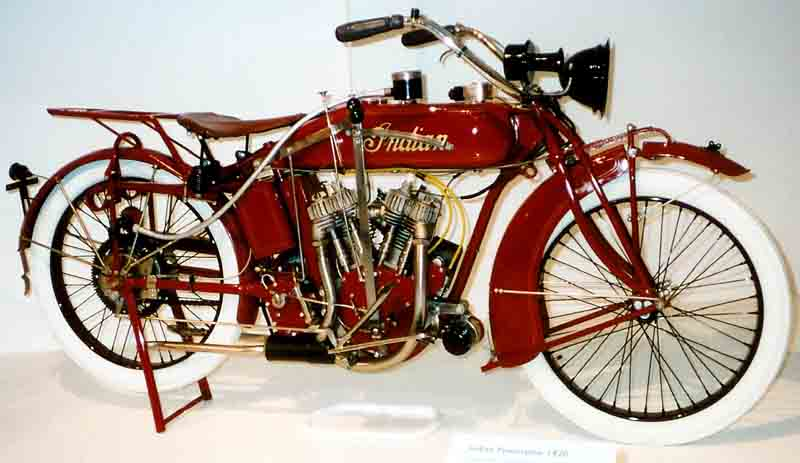
1920 Indian Powerplus

インディアン・モトサイクル社は、1897年にジョージ・M・ヘンディーによってヘンディー・マニュファクチャリング社として設立され、自転車を製造していた。当初は "Silver King"や "Silver Queen"といったブランド名であったが、1898年以降、輸出市場での認知度を高めるため、"American Indian "という名称が採用され、すぐに "Indian "と短縮された。1900年にはオスカー・ヘドストロームが加わった。ヘンディとへドストロームはともに元競輪選手であり、製造者でもあった。コネチカット州ミドルタウンで3台の試作車を製造した後、ヘンディの故郷であるスプリングフィールドで1.75bhpの単気筒エンジンを搭載したオートバイを製造するために手を組んだ。このモーターサイクルは成功を収め、その後の10年間で売上は飛躍的に伸びた。
そして、最初のインディアン・プロトタイプは、1901年5月25日、コネチカット州ミドルタウンの旧ウースター・サイクル・マニュファクチャリング・カンパニーでヘドストロームによって製作・完成され、1901年6月1日土曜日の正午12時にマサチューセッツ州スプリングフィールドのクロス・ストリートで最初の一般公開デモンストレーションが行われた。
1901年、ダイヤモンドフレームのインディアン・シングルのプロトタイプと2台の生産ユニットが設計、製造、テストに成功した。チェーンドライブと流線型のスタイルを持つ最初のインディアン・モーターサイクルは、1902年に一般販売された。1903年、インディアンの共同設立者でチーフエンジニアのオスカー・ヘドストロムは、時速56マイルというオートバイの世界速度記録を樹立した。1904年、インディアンのトレードマークとなるディープレッドカラーを発表した。その後、インディアンのオートバイの年間生産台数は500台を超え、1913年のピーク時には32,000台に達した。インディアン・シングルのエンジンは、1906年までHendee Mfg.Co.からライセンスを受けてイリノイ州のオーロラ社が製造していた。
オーロラ社は1901年頃から1907年までインディアンのライセンスを受けてエンジンを生産していた。また、オーロラはインディアンの設計したエンジンを第三者に販売し、インディアンに手数料を支払うことを許可されていた。1907年以降、オーロラは自社で完成したオートバイを製造することができるようになり、トールとして製造し、インディアンは自社でエンジンを製造するようになった。

### 沿革
- 1901年5月 - マサチューセッツ州スプリングフィールドに、バイクレーサーのジョージ・マロリー・ヘンディー（George Mallory Hendee）とエンジニアのカール・オスカー・ヘッドストローム（Carl Oscar Hedström）によってヘンディー・マニュファクチュアリング・カンパニー（Hendee Manufacturing Company）として設立され、第一号車である原動機付き自転車を3台製作した。
- 1902年 - 143台のバイクを製造。
- 1907年 - V型2気筒エンジンの製造を始めた。
- 1911年 - マン島でのツーリストトロフィー・レースでV型2気筒7馬力の新型エンジンを登場させ1 - 3位を独占した。
- 1914年 - 電気式スターターを採用した。サンディエゴとニューヨーク間で競われたアメリカ横断レースを11日12時間10分で優勝。
- 1918年 - 1気筒辺り4バルブの高性能エンジンを製作。この年日本の警視庁がバイクによる交通違反の取締をスタートさせた際に採用し、1920年には50台を越していた。
- 1920年 - V型2気筒600ccのスカウト（Scout）発売。
- 1922年 - V型2気筒1000ccのチーフ（Chief）発売。
- 1923年 - チーフのエンジンが1200ccに大型化された。インディアン・モトサイクル（Indian Motocycle Company,Inc）に社名変更した。
- 1927年 - エース・モーター・コーポレーション（Ace Motor Corporation）を買収しその技術により直列4気筒のエース（Ace）発売、後このモデルはフォー（Four）となった。
- 1928年 - V型2気筒750ccのスカウト101発売。
- 1940年 - この後トレードマークとなった大型フェンダーを装備した。
- 1950年 - 1300ccエンジンが登場した。
- 1953年 - マサチューセッツ州スプリングフィールドでの製造が中止となり、後イギリス人の新オーナーがマサチューセッツ州チコピーに移転して生産再開した。
- 1959年 - 会社解散。その後は投資家による再興と倒産を繰り返している。
- 1993年 - 日本での商標「Indian」のライセンス管理会社として、「株式会社インディアンモトサイクルカンパニージャパン」が設立される。
- 1996年-第二次インディアン・モーターサイクル社設立される。
- 2001年-100周年記念モデルを各車種限定台数にて生産販売。
- 2006年 - 米国に新生インディアン・モーターサイクル社が設立される。
- 2008年 - V型2気筒1720ccのチーフ（Chief）発売。
- 2010年 - 日本における発売を開始。名古屋市の輸入車ディーラー「ホワイトハウス」が日本総輸入代理店を担当。
- 2011年 - ポラリス・インダストリーズが米国インディアン・モーターサイクル社の経営権を取得。
- 2019年10月1日 - ポラリス・インダストリーズが日本法人「ポラリスジャパン株式会社」を横浜市の横浜ランドマークタワーに設立。同日付けで、インディアン・モーターサイクルを含むポラリス製品の日本における全ビジネスを統括する。2010年から日本総輸入代理店であったホワイトハウスは正規ディーラーとして販売を継続する。